# Britney: Live In Concert
Britney: Live in Concert (también llamada Piece of Me Tour en la etapa norteamericana y europea) es la octava gira musical de la cantante estadounidense Britney Spears, destinada en 2017 a promover su espectáculo de residencia en Las Vegas, Britney: Piece of Me, así como también promover su noveno álbum de estudio titulado Glory (2016). Fue anunciada en marzo de 2017 e inició el 3 de junio de 2017 en Tokio y finalizó el 21 de octubre del 2018 en Austin. La empresa encargada de la promoción de los espectáculos es Live Nation.
El repertorio y la estructura del espectáculo sigue en gran parte la residencia Britney: Piece of Me, reflejando su espectáculo en el Apple Music Festival de 2016. Algunos elementos de atrezo, incluyendo el árbol utilizado en «Toxic» y la estructura utilizada en «Work Bitch» estaban ausentes, y dos canciones, «I Love Rock N' Roll» y «Everytime» fueron eliminadas del repertorio. Asimismo, el escenario fue muy similar al utilizado en el espectáculo de Las Vegas. Una edición especial de Glory, titulada Glory: Japan Tour Edition, fue lanzada en Asia con el fin de promover la gira, con un disco adicional que contiene una lista de canciones que refleja en gran medida el repertorio de la gira.
Es su primera gira internacional desde el Femme Fatale Tour en 2011. La gira supone su primer recorrido por el continente asiático y su primer concierto en Japón desde su Dream Within a Dream Tour en 2002, así como su primera actuación en Taiwán, Filipinas, Tailandia, Hong Kong, Singapur e Israel. Cabe destacar que Britney Spears logró congregar a más de 55.000 personas en Tel Aviv, convirtiendo el concierto en el segundo con mayor público por una artista femenina en Israel, solo superada por Madonna. En 2018, se estimó que el tramo asiático consiguió recaudar cerca de $ 9.3 millones con diez conciertos.

## Antecedentes

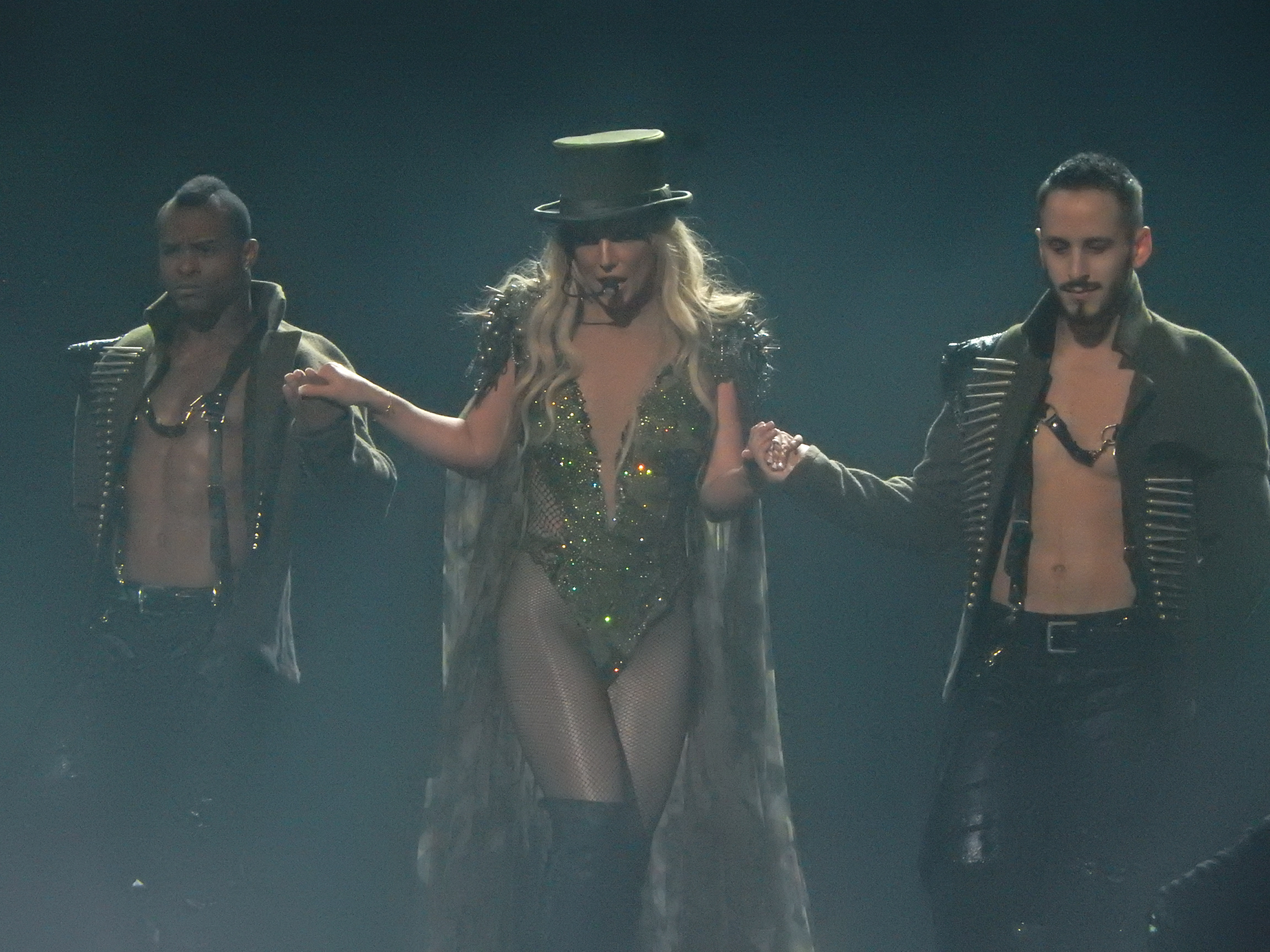
Spears actuando el Apple Music Festival en Londres el 27 de septiembre de 2016.

### Historia
Después de iniciar su residencia en Las Vegas, se rumoreaba que a Spears no se le permitía actuar fuera de Las Vegas debido a la exclusividad de su contrato con el Planet Hollywood Resort and Casino, dando lugar a que ese fuese el único lugar en el que pudiese ofrecer un concierto. Tras tres años en la ciudad y una renovación contractual, hubo cambios en este aspecto, puesto que durante la promoción de su álbum Glory (2016), Spears actuó en múltiples conciertos y festivales en todo Estados Unidos, así como en los MTV Video Music Awards de ese año y en la televisión británica, lo que descartó este rumor a partir de ese momento.
En septiembre de 2016, Spears se presentó en el Apple Music Festival de Londres, realizando una versión abreviada de su residencia Britney: Piece of Me, el cual fue una manera de probar como podría funcionar. Esta actuación impulsó más la especulación de que una gira mundial estaba en marcha y que ella estaría trayendo su espectáculo al mundo.

### Desarrollo
En marzo de 2017, varios medios israelitas informaron sobre un posible concierto de la cantante en Israel en julio de ese mismo año. Finalmente, el 28 de marzo la cantante confirmó a través de Facebook un concierto para el 15 de junio de 2017 en Manila, Filipinas, y otro programado para el 3 de julio de 2017 en Tel Aviv, Israel, siendo ambos países visitados por primera vez por Spears. Cabe destacar que la visita de la cantante al país supone, según las autoridades locales, como un gran evento que pone en jaque la seguridad de la ciudad, lo que ha provocado cambios en el curso político del país, y es que Spears ha provocado que las primarias del partido laborista, segunda fuerza política del país, previstas para el mismo día del concierto, se retrasen una jornada.
Uno de los productores del espectáculo es Guy Beser, quien le ha confirmado al medio de comunicación israelí Jpost.com lo siguiente: «La gira de verano que hará Britney Spears en Asia se llevará a cabo como parte del esfuerzo para promover su nuevo álbum Glory. La gira será diferente y tendrá una rutina distinta a la de su residencia en Las Vegas». «Va a ser un gran verano», dijo Beser a The Jerusalem Post. Poco después se anunciaron tres fechas para Japón. Asimismo, en abril de ese mismo año, fue confirmada la parada de la cantante en Hong Kong, Tailandia, Taiwán y Singapur, siendo la primera vez que visita en concierto dichos lugares, menos Singapur, donde la cantante visitó por la promoción del álbum ...Baby One More Time. Del mismo modo, fue anunciada la parada de la cantante en Corea del Sur, lugar que no visitaba desde el 2003, por la promoción del álbum In the Zone, dando lugar a su primer concierto en Seúl, tras primera visita al país asiático hacia 14 años.
El 22 de diciembre de 2017, con el término de su residencia de conciertos el 31 de diciembre de 2017, Spears anunció que llevará su show Britney: Piece of Me a Dinamarca para el festival Smukfest.[cita requerida] Del mismo modo, fue confirmado por MTV UK que la cantante estaría desarrollando conciertos en el Reino Unido durante el verano de 2018, dando lugar a un etapa europea de la gira a esperas de las confirmaciones de más fechas en el continente. Finalmente, tras múltiples rumores, el 23 de enero la cantante anunció las fechas correspondientes de la gira por Norteamérica y Europa. Los shows en los Estados Unidos son patrocinados por PepsiCo, mientras que los espectáculos del Reino Unido están patrocinados por Britney Spears Fragrances.
El 26 de enero de 2018, se agregó una tercera y última fecha en Borgata Events Center, Atlantic City debido a que las entradas para las primeras dos noches se agotaron en cuestión de minutos. Asimismo, las entradas para la noche en Sands Events Center, Bethlehem, también se agotaron en segundos. El 27 de enero de 2018, comenzaron las ventas generales para los espectáculos europeos y la primera noche en el The O2 Arena, Londres, se agotaron casi de inmediato y se agregó una fecha extra debido a la abrumadora demanda. Las entradas para la fecha de Dublín en 3Arena se agotaron en menos de 10 minutos, y muchos fanáticos pidieron que la estrella pop agregue una segunda fecha. Las ventas generales para Oslo, Berlín, Sandviken, Mánchester y Glasgow también se agotaron en minutos.
El 9 de febrero se añadieron más fechas a la gira europea, incluyendo un tercer concierto en el O2 Arena de Londres al igual que más ciudades como París, Birmingham y Blackpool. Del mismo modo, se confirmó que el rapero Pitbull sería el telonero en las fechas europeas. El 13 de febrero se añadió una fecha extra para París debido a la gran demanda de boletos para la primera fecha. El 25 de abril se anunció que la cantante presentaría su espectáculo el 21 de octubre en Austin, Texas en el cierre del Gran Premio de Estados Unidos de la Fórmula 1

## Recepción crítica
La gira ha recibido críticas mixtas. Cristina Jerome del Miami New Times declaró que  The Piece of Me Tour  fue para los fanáticos del primer día de Britney Spears. La Princesa del Pop permitió a su audiencia experimentar su carrera desde finales de los 90 hasta la hoy en día, mientras que salpican algunos éxitos de su último álbum de estudio, Glory. Aunque se complementó la producción de espectáculos de Spears y la presencia en el escenario, se mencionaron acusaciones de playback. En defensa de las acusaciones de playback de Spears, Louis Staples de  The Independent  revisa el concierto que batió récords en Brighton; "Es la fuerza y vulnerabilidad de Spears frente a sus problemas lo que más la cautiva a sus fans. Ella es inmediatamente perdonada por cosas que normalmente hundirían a otras estrellas, como su conocida aversión al canto en vivo". Más tarde mencionó que los fanáticos asisten exclusivamente por los éxitos y "su brillante actuación demuestra que pocas personas pueden igualar su impacto cultural, o personificar las palabras "icono" o "megaestrella " como ella. Veinte años después, la gente todavía quiere una pedazo de Spears".
El 5 de septiembre de 2018, la gira fue nominada para la gira de conciertos de favorita de 2018 en los Premios People's Choice de 2018.

## Repertorio
| 2017 |
| --- |
| Acto I - "Britney" 1. «Work Bitch» 2. «Womanizer» 3. «Break the Ice» 4. «Piece of Me» Acto II - "Darkness" 1. «...Baby One More Time» 2. «Oops!... I Did It Again» Acto III - "The Hits" - «Change Your Mind (No Seas Cortés)» (Interludio) 1. «Me Against the Music» 2. «Gimme More» Acto IV - "Club / Vibe" - «Scream & Shout» (Interludio) 1. «Boys» 2. «Do You Wanna Come Over?» 3. Missy Elliot Medley (“Work It”/”Get Ur Freak On”/”WTF”) Acto V - "Sexy Back" - «Get Naked (I Got a Plan)» (Interludio) 1. «I'm a Slave 4 U» 2. «Make Me...» 3. «Freakshow» 4. «Do Somethin'» Acto VI - "Magic Show" 1. «Circus» 2. «If U Seek Amy» 3. «Breathe on Me» 4. «Slumber Party» 5. «Touch of My Hand» Acto VII - "Jungle Fever" 1. «Toxic» 2. «Stronger» 3. «(You Drive Me) Crazy» Encore 1. «Till the World Ends» (Contiene elementos de "Work Bitch") |

| 2018 |
| --- |
| Acto I - "Britney" 1. «Work Bitch» 2. «Womanizer» 3. «Break the Ice» 4. «Piece of Me» Acto II - "Darkness" 1. «...Baby One More Time» 2. «Oops!... I Did It Again» Acto III - "The Hits" - «If I'm Dancing» (Interludio) 1. «Me Against the Music» 2. «Gimme More» 3. «Clumsy» 4. «Change Your Mind (No Seas Cortés)» Acto IV - "Club / Vibe" - «Scream & Shout» (Interludio) 1. «Boys» 2. «Do You Wanna Come Over?» 3. Missy Elliot Medley (“Work It”/”Get Ur Freak On”/”WTF”) Acto V - "Sexy Back" - «Get Naked (I Got a Plan)» (Interludio) 1. «I'm a Slave 4 U» (contiene elementos de "Walk It Talk It") 2. «Make Me...» 3. «Freakshow» 4. «Do Somethin'» Acto VI - "Magic Show" 1. «Circus» 2. «If U Seek Amy» 3. «Breathe on Me» 4. «Slumber Party» 5. «Touch of My Hand» Acto VII - "Jungle Fever" 1. «Toxic» 2. «Stronger» 3. «(You Drive Me) Crazy» Encore 1. «Till the World Ends» (Contiene elementos de "Work Bitch") |

Notas:
- Durante el concierto en Singapur, Spears interpretó en directo «Happy Birthday to You» a uno de sus guardaespaldas.

- A partir del concierto en Skanderborg, «Slumber Party» y «Touch of My Hand» fueron eliminadas del repertorio.

## Fechas
| Fecha                   | Ciudad          | País           | Recinto                          |
| ----------------------- | --------------- | -------------- | -------------------------------- |
| Asia                    |                 |                |                                  |
| 3 de junio de 2017      | Tokio           | Japón          | Gimnasio Nacional Yoyogi         |
| 4 de junio de 2017      | Tokio           | Japón          | Gimnasio Nacional Yoyogi         |
| 6 de junio de 2017      | Osaka           | Japón          | Osaka-jō Hall                    |
| 10 de junio de 2017     | Seúl            | Corea del Sur  | Gocheok Sky Dome                 |
| 13 de junio de 2017     | Taipéi          | Taiwán         | Nangang Exhibition Center        |
| 15 de junio de 2017     | Manila          | Filipinas      | Mall of Asia Arena               |
| 23 de junio de 2017     | Bangkok         | Tailandia      | IMPACT Arena                     |
| 24 de junio de 2017     | Bangkok         | Tailandia      | IMPACT Arena                     |
| 27 de junio de 2017     | Hong Kong       | China          | AsiaWorld–Arena                  |
| 30 de junio de 2017     | Singapur        | Singapur       | Estadio Cubierto de Singapur     |
| 3 de julio de 2017      | Tel Aviv        | Israel         | Parque Yarkon                    |
| América del Norte       |                 |                |                                  |
| 12 de julio de 2018     | Oxon Hill       | Estados Unidos | MGM National Harbor              |
| 13 de julio de 2018     | Oxon Hill       | Estados Unidos | MGM National Harbor              |
| 15 de julio de 2018     | Uncasville      | Estados Unidos | Mohegan Sun Arena                |
| 17 de julio de 2018     | Bethlehem       | Estados Unidos | Sands Bethlehem Events Center    |
| 19 de julio de 2018     | Atlantic City   | Estados Unidos | Borgata                          |
| 20 de julio de 2018     | Atlantic City   | Estados Unidos | Borgata                          |
| 21 de julio de 2018     | Atlantic City   | Estados Unidos | Borgata                          |
| 23 de julio de 2018     | Nueva York      | Estados Unidos | Radio City Music Hall            |
| 24 de julio de 2018     | Nueva York      | Estados Unidos | Radio City Music Hall            |
| 27 de julio de 2018     | Hollywood       | Estados Unidos | Hard Rock Live                   |
| 28 de julio de 2018     | Hollywood       | Estados Unidos | Hard Rock Live                   |
| 29 de julio de 2018     | Hollywood       | Estados Unidos | Hard Rock Live                   |
| Europa                  |                 |                |                                  |
| 4 de agosto de 2018     | Brighton        | Reino Unido    | Brighton Pride                   |
| 6 de agosto de 2018     | Berlín          | Alemania       | Mercedes-Benz Arena              |
| 8 de agosto de 2018     | Skanderborg     | Dinamarca      | Smukfest                         |
| 10 de agosto de 2018    | Oslo            | Noruega        | Telenor Arena                    |
| 11 de agosto de 2018    | Sandviken       | Suecia         | Göransson Arena                  |
| 13 de agosto de 2018    | Mönchengladbach | Alemania       | Sparkassenpark                   |
| 15 de agosto de 2018    | Amberes         | Bélgica        | Sportpaleis                      |
| 17 de agosto de 2018    | Scarborough     | Reino Unido    | Teatro al Aire Libre Scarborough |
| 18 de agosto de 2018    | Mánchester      | Reino Unido    | Manchester Arena                 |
| 20 de agosto de 2018    | Dublín          | Irlanda        | 3Arena                           |
| 22 de agosto de 2018    | Glasgow         | Reino Unido    | The Hydro                        |
| 24 de agosto de 2018    | Londres         | Reino Unido    | The O2 Arena                     |
| 25 de agosto de 2018    | Londres         | Reino Unido    | The O2 Arena                     |
| 26 de agosto de 2018    | Londres         | Reino Unido    | The O2 Arena                     |
| 28 de agosto de 2018    | París           | Francia        | AccorHotels Arena                |
| 29 de agosto de 2018    | París           | Francia        | AccorHotels Arena                |
| 31 de agosto de 2018    | Birmingham      | Reino Unido    | Genting Arena                    |
| 1 de septiembre de 2018 | Blackpool       | Reino Unido    | Blackpool Tower                  |
| América del Norte       |                 |                |                                  |
| 21 de octubre de 2018   | Austin          | Estados Unidos | Circuito de las Américas         |

## Recaudaciones
| Lugar                              | Ciudad         | Entradas vendidas       | Recaudación |
| ---------------------------------- | -------------- | ----------------------- | ----------- |
| The Theater at MGM National Harbor | Oxon Hill, Md. | 35,357 / 35,357 (100%)  | $2,555,048  |
| Mohegan Sun Arena                  | Uncasville     | 20,998 / 21,918 (95,8%) | $1,546,100  |
| Hard Rock Event Center             | Hollywood      | 9,756 / 9,756 (100%)    | $1,983,200  |
| Radio City Music Hall              | New York City  | 11,887 / 11,887 (100%)  | $2,704,148  |
| Sportpaleis                        | Amberes        | 17,246 / 19,911         | $1,351,033  |
| Preston Park                       | Brighton       | 57,000                  | —           |
| Mercedes-Benz Arena                | Berlín         | 13,735 / 13,735 (100%)  | $1,045,280  |
| Telenor Arena                      | Oslo           | 22,302 / 22,302 (100%)  | —           |
| Manchester Arena                   | Manchester     | 13,780 / 13,780 (100%)  | $1,472,230  |
| SSE Hydro                          | Glasgow        | 10,623 / 10,623 (100%)  | $978,782    |
| The O2 Arena                       | Londres        | 40,611 / 44,171         | $4,540,070  |
| Blackpool Tower Headland           | Blackpool      | 18,974 / 18,974 (100%)  | $1,830,000  |
| Circuit of the Americas            | Austin         | —                       | —           |